# Bò đỏ trắng Thụy Điển
Bò đỏ trắng Thụy Điển (tiếng Thụy Điển: Svensk Röd och Vit Boskap), thường được viết tắt là SRB, là một giống bò sữa của Thụy Điển. Giống bò này được tạo ra vào những năm 1920 bởi sự hợp nhất của các giống Bò Red Pied Thụy Điển và Bò Ayrshire Thụy Điển.

## Lịch sử
Giống bò đỏ trắng Thụy Điển được thành lập vào năm 1927:12 hoặc 1928:307 bằng cách sáp nhập quần thể của giống bò Red Pied Thụy Điển (tiếng Thụy Điển: Rödbrokig Svensk Boskap, thường viết tắt là RSB và giống bò Ayrshire Thụy Điển. Các giống Herrgård, Skåne và Småland truyền thống đã được sáp nhập vào Red Pied Thụy Điển vào khoảng thời gian từ 1892 đến 1928. Tất cả bốn giống thành phần này giờ đây được báo cáo đến DAD-IS đã tuyệt chủng.
Bò đỏ trắng Thụy Điển là một trong hai giống bò sữa chính của Thụy Điển, và năm 2001 chiếm gần 48% đàn bò sữa quốc gia, chỉ gần như vượt trội so với giống Svensk Låglandsboskap hoặc giống bò Friesian Thụy Điển.:13 Năm 2014 tổng số bò giống này báo cáo xấp xỉ 354.000 con.

## Đặc điểm
Bò đỏ trắng Thụy Điển có màu đỏ với những mảng trắng.

## Sử dụng
Bò đỏ trắng Thụy Điển là một giống bò sữa. Sữa có hàm lượng chất béo là 4,3%.